# Karel Wichterle
Karel Vendelín Wichterle (20. října 1870, Prostějov – 28. dubna 1961, tamtéž) byl český továrník, podnikatel a otec vynálezce kontaktních čoček, Otty Wichterleho. Byl spolumajitelem firmy Wikov (Wichterle a Kovářík).

## Život
Narodil se v hanáckém Prostějově do podnikatelské rodiny Františka Wichterleho (1840–1891) a Josefy roz. Procházkové z Drahotuš. Byl absolventem německé reálky v Prostějově a měl již odmala veliký zájem o chemii. Při jednom z jeho pokusů ve školní laboratoři ale došlo k explozi a Wichterle na jedno oko oslepl, což jej odradilo od dalších pokusů a zájmu o chemii.
Poté namísto chemie studoval na Vysokém učení technickém ve Vídni inženýrství. Roku 1891 ale jeho otec František náhle zemřel, Karel studia zanechal a ujmul se s bratrem Lambertem (1867–1951) rodinné firmy.
Byl členem správní rady firmy Vulkanie, působil jako cenzor Bankovního ústavu ministerstva financí. Byl také předsedou mužského pěveckého spolku Orlice a farní Cyrilometodějské jednoty. Jeho koníčkem byl sport a rybaření.
Roku 1899 se oženil s Justinou Podivínskou (známou též pod jménem Pravoslava) (1878–1966) ze Smržic, která byla dcerou statkáře a politika Jana Podivínského a s níž měl pět dětí. Stýkali se s Terézou Novákovou a jejími syny Arnem a Theodorem, Adolfem Heydukem, Jaroslavem Vrchlickým či s Janem Kotěrou. Roku 1900 si bratři Wichterlovi v Prostějově nechali postavit rodinnou vilu ve Svatoplukově ulici. Roku 1910 ve svém domě v Brněnské ulici zřídil útulek fungující na principu dnešní mateřské školky. Byl též podporovatelem prostějovských studentů, mezi které patřil třeba Jan Šafařík.
Karel Wichterle byl též zakladatelem Družstva Městského spolkového domu v Prostějově a členem jeho výboru. V roce 1908 byl vyznamenán Řádem Železné koruny III. řádu. Obdržel rovněž papežský rytířský Řád sv. Řehoře.
Zemřel 28. dubna 1961 v Prostějově, kde je i pohřben.